# Galargues
Galargues – miejscowość i gmina we Francji, w regionie Oksytania, w departamencie Hérault.
Według danych na rok 1990 gminę zamieszkiwały 404 osoby, a gęstość zaludnienia wynosiła 35 osób/km² (wśród 1545 gmin Langwedocji-Roussillon Galargues plasuje się na 562. miejscu pod względem liczby ludności, natomiast pod względem powierzchni na miejscu 672.).